# Ladoga (Schiffstyp)
Die Fluss-Seeschiffe der Ladoga-Serien sind fluss- und kanalgängige Küstenmotorschiffe.

## Geschichte
Hergestellt wurden die Schiffe in drei Serien ab 1972 bis 1989 auf finnischen Werften. Die erste Serie (Projekt 285) wurde in den Jahren 1972 bis 1974 von den Werften Laivateollisuus AB in Turku und Reposaaren Konepaja in Reposaari erstellt, die zweite Serie (Projekt 289) entstand von 1978 bis 1980 bei Rauma Repola in Savonlinna. Die zehn Einheiten umfassende dritte Serie (Projekt 787) des weiterentwickelten Typs lieferte die Werft Rauma Repola in Uusikaupunki ab. Mit insgesamt 27 gebauten Einheiten zählt die Gruppe der Ladoga-Schiffe zu den erfolgreicheren Entwürfen dieser Art.
Die ersten beiden Serien besitzen weit achtern angeordnete feste Aufbauten ohne Hubbrücke. Die Aufbauten der Projekt-289-Einheiten sind jedoch um ein Deck höher, als bei der ersten Serie. Beide Serien verfügen über zwei Laderäume. Ansonsten unterscheiden sich die ersten beiden Serien nur durch kleinere Unterschiede in der Schiffsgröße und anderen Besonderheiten. Die dritte Serie besitzt wiederum eine komplett andere Anordnung mit vorne angeordneter Hubbrücke. Die Schiffe dieser Serie verfügen nur über einen Laderaum, der entsprechend länger ist.
Die Schiffe der Ladoga-Serien wurden mit zwei Hauptmaschinen ausgerüstet, die auf zwei Festpropeller wirken. Die Maschinen stammen überwiegend aus DDR-Produktion. In den ersten beiden Schiffsserien wurden Maschinen der VEB Schwermaschinenbau Karl Liebknecht (Typ: 6NVD 48A-2U) mit einer Leistung von je 640 PS verbaut, so dass sich eine Gesamtleistung von 1280 PS ergibt. In der dritten Serie wurden teilweise Maschinen aus DDR-Produktion (Typ: 6VDS 26), teilweise aber auch welche von Volvo Penta (Typ: D30A-MT) aus japanischer Produktion verbaut. Die Maschinen haben mit je 440 bis 480 PS eine etwas geringere Leistung als die der Schiffe der ersten beiden Serien.
Die Namensgebung war schlicht; alle Schiffe erhielten den Namen Ladoga, gefolgt von einer Zahl. Die erste Serie umfasste die Schiffe Ladoga-1 bis Ladoga-9, die zweite Serie (Projekt 289) zählte von Ladoga-10 bis Ladoga-19 und die dritte Serie umfasste die Schiffe Ladoga-101 bis Ladoga-108.
Eingesetzt werden die Schiffe vorwiegend auf kombinierten Binnen- und Küstendiensten der kleinen Fahrt. In Nordeuropa wurden die Ladogas meist im Ostseeraum genutzt, teilweise aber auch bis in die Nordseehäfen. Die Nutzung wurde dabei durch die Limitierung auf Fahrten bei geringeren Windstärken und bestimmten Höchstabständen zur Küste eingeschränkt. Das führte insbesondere in den 1970er bis 1990er Jahren in einigen Nordseeflussmündungen bei entsprechenden Schlechtwetterlagen zu häufig auch größeren Flotten von Windliegern dieses Typs.